# Problème de Landau-Levich
En mécanique des fluides, le problème de Landau-Levich caractérise l'écoulement créé par une plaque que l'on vient retirer d'un bain liquide. Sa résolution nous indique qu'un film liquide d'épaisseur connue est déposée à la surface de la plaque. Les résultats de ce problème trouvent de nombreuses applications dans le domaine des dépôts de couche mince. La résolution initiale a été apportée par Landau-Levich-Derjaguin.
La formulation de ce problème ainsi que sa résolution ont par la suite donnée naissance à des thématiques très similaire, notamment le problème de Bretherton, qui consiste à caractériser l'écoulement d'une bulle longue dans un canal cylindrique de taille millimétrique.

Schématisation du problème de Landau-Levich. Une plaque solide est immergée dans un bain liquide. Quand on retire la plaque (schéma de droite), un film liquide est déposé à la paroi.

## Analyse physique du problème

### Considérations sur le ménisque statique
Quand une plaque est immergée (sans mouvement) dans un bain liquide, de viscosité dynamique {\displaystyle \mu }, de masse volumique {\displaystyle \rho } et de tension superficielle {\displaystyle \gamma }, un ménisque statique se forme au niveau de la zone de contact sous l'action de la tension superficielle et de la gravité (que l'on notera {\displaystyle g}). On considère que la plaque est parfaitement mouillante, donc le liquide aura un angle de contact de 0°. En revanche, quand on s'éloigne de la plaque, c'est la gravité qui impose le caractère horizontal de la surface libre. La longueur de la zone affectée à la fois par la gravité et la tension superficielle est appelée longueur capillaire, notée {\displaystyle l_{c}}. On détermine cette longueur en supposant équivalent les effets de la tension superficielle et de la gravité. Cela revient à écrire à égaliser la pression hydrostatique et la pression de Laplace. Si on résonne en ordre de grandeur, en prenant comme échelle de distance {\displaystyle l_{c}}, nous avons :
{\displaystyle p_{hydro}\propto p_{laplace}\Rightarrow \rho gl_{c}\propto {\frac {\gamma }{l_{c}}}\Rightarrow l_{c}\propto {\sqrt {\frac {\gamma }{\rho g}}}}Nous avons donc pour l'instant évalué l'ordre de grandeur du rayon de courbure du ménisque statique en fonction des paramètres d'influences, qui vaut donc la longueur capillaire {\displaystyle l_{c}}.

Schématisation et notations pour l'étude du ménisque dynamique dans le problème de Landau-Levich.

### Analyse de la situation dynamique
La situation dynamique consiste à retirer la plaque du bain liquide. On supposera que la vitesse {\displaystyle U} de la plaque est faible. On observe expérimentalement un entraînement du liquide sur la plaque, qui se dépose sous la forme d'un film plat d'épaisseur {\displaystyle h_{0}}. Dans le cadre applicatif de dépôts de couche mince, tout l'enjeu consiste à évaluer cette épaisseur de film liquide déposé en fonction de la vitesse de retrait de la plaque.
Le paramètre physique pilotant l'entraînement du liquide est sa viscosité. En effet, les molécules près de la paroi adhèrent à celle-ci et le caractère visqueux du liquide assure l'entraînement des molécules voisines. Ainsi, la viscosité entraîne une déformation du ménisque statique, pour venir former ce qu'on appellera le ménisque dynamique, qui représente la transition entre le film liquide plat déposé et le ménisque statique loin de la paroi. Nous noterons la longueur caractéristique du ménisque dynamique {\displaystyle \lambda }.
Nous allons supposer que la longueur caractéristique du ménisque dynamique est bien inférieure à celle du ménisque statique, c'est-à-dire {\displaystyle \lambda <l_{c}}, ce qui revient à supposer que dans le ménisque dynamique les effets de la tension superficielle sont prédominants devant l'action de la gravité. Le ménisque dynamique se voit alors le siège de deux actions : les effets de la tension superficielle et les effets visqueux. Nous rappelons qu'étant donné que la vitesse de la plaque est faible, les effets d'inerties sont négligeables.
Ainsi, les termes non-linéaires dans les équations de Navier-Stokes se simplifient. Les équations régissant le problème sont donc les équations de Stokes sans le terme de gravité. Nous supposerons également l'écoulement comme étant stationnaire, c'est-à-dire indépendant du temps. Nous avons donc :
{\displaystyle \mu {\underline {\Delta }}({\underline {v}})=-{\underline {\nabla }}(p)}
La longueur caractéristique pour la dissipation visqueuse est l'épaisseur du film liquide déposé {\displaystyle h_{0}}. La vitesse caractéristique du problème est {\displaystyle U}. On peut considérer que la pression caractéristique du problème est la pression dans le ménisque statique, qui vaut donc {\displaystyle {\frac {\gamma }{l_{c}}}}(pression de laplace). La variation de pression dans le ménisque dynamique a donc pour échelle caractéristique {\displaystyle {\frac {\gamma }{l_{c}\lambda }}}. Donc les équations de Stokes deviennent, en ordre de grandeurs :
{\displaystyle {\frac {\mu U}{h_{0}^{2}}}\propto {\frac {\gamma }{l_{c}\lambda }}\Rightarrow h_{0}^{2}\propto l_{c}\lambda {\frac {\mu U}{\gamma }}}Le groupement de paramètres {\displaystyle {\frac {\mu U}{\gamma }}} est un nombre adimensionnel connu sous le nom de nombre capillaire. Il représente la compétition entre les effets visqueux et les effets de la tension superficielle. Nous le noterons à présent {\displaystyle {\mathcal {C}}_{a}}.
La grandeur d'intérêt {\displaystyle h_{0}} est fonction d'une grandeur inconnue, la longueur du ménisque dynamique {\displaystyle \lambda }. Nous avons donc besoin d'une équation supplémentaire pour fermer notre problème. Il nous faut exprimer qu'il existe un raccord entre le ménisque dynamique et le ménisque statique. Cela s'exprime par l'égalité entre la courbure du ménisque statique et celle du ménisque dynamique. Connaissant la courbure du ménisque statique, il reste à exprimer celle du ménisque dynamique. Nous rappelons que la courbure algébrique {\displaystyle {\mathcal {C}}(x)}d'une courbe {\displaystyle h(x)} s'exprime par :
{\displaystyle {\mathcal {C}}(x)={\frac {h''(x)}{\left(1+h'^{2}(x)\right)^{3/2}}}}
Nous allons supposer que l'interface varie lentement, c'est-à-dire que {\displaystyle h'(x)\ll 1}, donc sa courbure s'exprime simplement par {\displaystyle {\mathcal {C}}(x)=h''(x)}, soit en ordre de grandeur {\displaystyle {\frac {h_{0}}{\lambda ^{2}}}}. Nous avons donc la relation suivante, en effectuant le raccord entre le ménisque dynamique et le ménisque statique :
{\displaystyle {\frac {h_{0}}{\lambda ^{2}}}\propto {\frac {1}{l_{c}}}\Rightarrow \lambda \propto l_{c}^{1/2}h_{0}^{1/2}}
En utilisant les deux relations en ordre de grandeurs obtenues, nous pouvons déterminer l'ordre de grandeur de l'épaisseur de liquide déposée ainsi que la longueur du ménisque dynamique. Nous avons :
{\displaystyle h_{0}\propto l_{c}{\mathcal {C}}_{a}^{2/3}}{\displaystyle \lambda \propto l_{c}{\mathcal {C}}_{a}^{1/3}}Ces relations nous indique que la variation du film liquide déposé varie en puissance 2/3 de la vitesse de retrait de la plaque. Nous rappelons également que ces relations ne sont valables que dans l'hypothèse des vitesses de retrait faibles ({\displaystyle U\ll 1}) et pour des effets capillaires prédominants devant les effets de la gravité dans le ménisque dynamique ({\displaystyle \lambda \ll l_{c}}), c'est-à-dire pour {\displaystyle {\mathcal {C}}_{a}\ll 1}.
Une analyse par développement asymptotiques raccordées permet une approche plus rigoureuse ainsi que des résultats exploitables, en donnant la valeur du coefficient de proportionnalité pour les deux relations. Landau-Levich-Derjaguin ont été les premiers à conduire cette analyse et ont trouvé les coefficients suivants : {\textstyle h_{0}=0,94\;l_{c}{\mathcal {C}}_{a}^{2/3}}et {\textstyle \lambda =0,65\;l_{c}{\mathcal {C}}_{a}^{1/3}}.